# Joseph McFadden
Pour les articles homonymes, voir Joseph McFadden (homonymie) et McFadden.
Joseph McFadden est un acteur britannique né le 9 octobre 1975 à Glasgow (Royaume-Uni).

## Filmographie

### Cinéma
- 1996 : Small Faces : Alan Maclean
- 1998 : Dad Savage : Bob
- 2001 : Beginner's Luck : jeune luvvie
- 2003 : The Trouble with Men and Women : Matt

### Télévision

#### Série télévisée
- 1980 : Take the High Road : Gary McDonald
- 1996 : The Crow Road : Prentice McHoan
- 1999 : Sex, Chips & Rock n' Roll : Dallas McCabe
- 2001 : The Glass : Paul Duggan

#### Téléfilm
- 1997 : Bumping the Odds : Andy
- 2000 : The Law : DC Stephen Connor
- 2002 : Sparkhouse : Andrew Lawton
- 2003 : Ghosts of Albion: Legacy : Lord Byron (voix)
- 2004 : London : James Boswell
- 2004 : Raphael: A Mortal God : Raphael Santi